# Szaniec FS-22

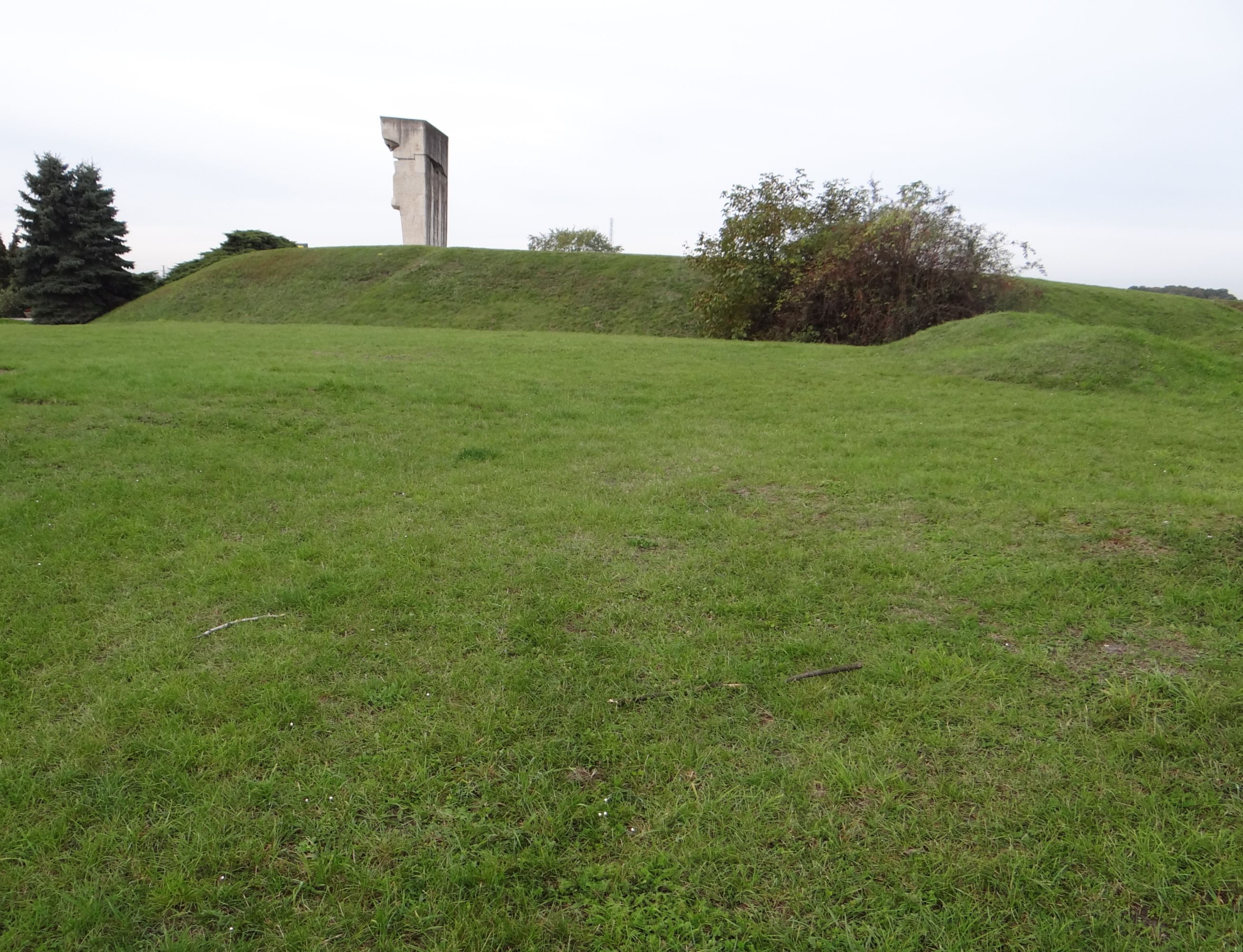
Teren szańca FS-22 w 2019 r.

Szaniec FS-22 – szaniec w Krakowie będący częścią umocnień zbudowanej przez Austriaków Twierdzy Kraków. Powstał w latach 1855–1856. Wówczas teren na którym się znajdował należał do wsi Wola Duchacka, obecnie należy do Dzielnicy XI Podgórze Duchackie.
Kształtem szaniec dostosowany był do warunków terenowych i otoczony suchą fosą. Miała ona trapezowy przekrój i strome ściany o wysokości około 2 m. Wewnątrz korony znajdowała się włamana do środka szyja szańca w postaci płytkiej zatoki umożliwiającej wjazd do wnętrza szańca. Dzięki odpowiedniemu kształtowi możliwa była obrona tego wjazdu ogniem bocznym. W narożnikach wewnętrznej części szańca były platformy dla dział artyleryjskich, po ich zewnętrznej stronie znajdował się stromy stok wału. Nie zachowała się dokumentacja szańca, nie można więc ustalić jakie było uzbrojenie i obsada szańca. Możemy tylko przypuszczać, że były cztery stanowiska artyleryjskie, tak bowiem zwykle było w innych szańcach. Prawdopodobnie początkowo w szańcu były odprzodowe, gładkolufowe działa, później zastąpione odprzodowymi działami wzoru M.59 o gwintowanych lufach. Na prostych odcinkach wału znajdowały się ławki strzeleckie dla piechoty. Nie było kazamat ani żadnych innych murowanych schronów.
Szaniec FS-22 był jednym z ogniw całego systemu. Szańce zazwyczaj wykonywano w odległości 700 m od siebie, dzięki czemu mogły bronić się wzajemnie ogniem artylerii. W 1888 roku szaniec FS-22 połączono z położonym w pobliżu szańcem FS-21. Obydwa w najszerszym miejscu miały po około 50 m szerokości w koronie wału, oraz około 90 m szerokości na linii przeciwstoków. Były to więc najmniejsze tego typu obiekty w Twierdzy Kraków. W 1914 r. szaniec FS-22 przerobiono na szaniec rdzenia NS-25, podobnie przerobiono także inne położone w pobliżu szańce, tworząc szaniec NS-23 i szaniec NS-22.

## Losy szańca
Podczas I wojny światowej szaniec nie odegrał żadnej roli. Podczas II wojny światowej znalazł się na terenie niemieckiego obozu koncentracyjnego Plaszow. Więźniowie nadali mu nazwę Cipowy Dołek – prawdopodobnie nawiązując do nazwy sąsiedniego miejsca Hujowa Górka. W latach 1943–45 w Cipowym Dołku Niemcy dokonywali egzekucji więźniów tego obozu, a także krakowskich więzień. Ciała zamordowanych chowali w zagłębieniu szańca. Gdy zostało ono zapełnione egzekucji i pochówków dokonywali na sąsiednim szańcu FS-21 (Hujowa Górka). W wyniku tego szańce uległy dewastacji. W 1946 r. dokonano ekshumacji ciał, a w 1964 r. na terenie szańca FS-22 wybudowano Pomnik Ofiar Faszyzmu, przy okazji dodatkowo profilując teren szańca. Obecny kształt terenu w tym miejscu całkowicie odbiega od pierwotnego kształtu szańca. Dobrze zachował się tylko wał łączący szańce F-22 i F-21.